# California (filme de 1946)
California é um filme estadunidense de 1946, do gênero faroeste, dirigido por John Farrow e estrelado por Ray Milland e Barbara Stanwick. Planejado para ser uma refilmagem de The Covered Wagon, o filme mostra a colonização da Califórnia após sua cessão pelo México em 1848, uma das consequências da Guerra Mexicano-Americana. A ação se estende até 1850, quando o território tornou-se o 31.º estado dos Estados Unidos.
A trilha sonora traz seis canções compostas por Earl Robinson e E. Y. Harburg, duas das quais, Lily-I-Lay-De-O e Said I to My Heart, Said I, cantadas por Barbara (dublada por Kay St.Germaine).
Califórnia é o primeiro dos vários faroestes de Ray Milland, que decidiu fazê-lo porque sentia-se enciumado ao ver seu filho ir todos os sábados ao cinema aplaudir John Wayne.

## Sinopse
Uma caravana dirige-se para o Oeste, guiada pelo ex-tenente Jonathan Trumbo e seu amigo irlandês Michael Fabian. No caminho, junta-se a eles a aventureira Lily Bishop, com quem Jonathan se envolve. Todavia, quando chega a notícia de que foi descoberto ouro na Califórnia, Lily e a maioria dos colonos partem, atrás de fortuna fácil. Mais tarde, Jonathan a reencontra em Pharaoh City, cidade dominada pelo ex-traficante de escravos Pharaoh Coffin, que arranca até a última gota de sangue dos mineiros. Pharaoh também deseja tornar o território uma nação independente, para fortalecer sua posição. Entretanto, seus planos são frustrados por Jonathan, Michael e Lily, agora a rica proprietária do saloon The Golden Lily.

## Elenco
| Ator/Atriz        | Personagem                  |
| ----------------- | --------------------------- |
| Ray Milland       | Jonathan Trumbo             |
| Barbara Stanwick  | Lily Bishop                 |
| Barry Fitzgerald  | Michael Fabian              |
| George Coulouris  | Pharaoh Coffin              |
| Albert Dekker     | Pike                        |
| Anthony Quinn     | Don Luís Rivera y Hernandez |
| Frank Faylen      | Whitey                      |
| Gavin Muir        | Booth Pennock               |
| James Burke       | Pokey                       |
| Eduardo Ciannelli | Padre                       |